# تران هونج داوو

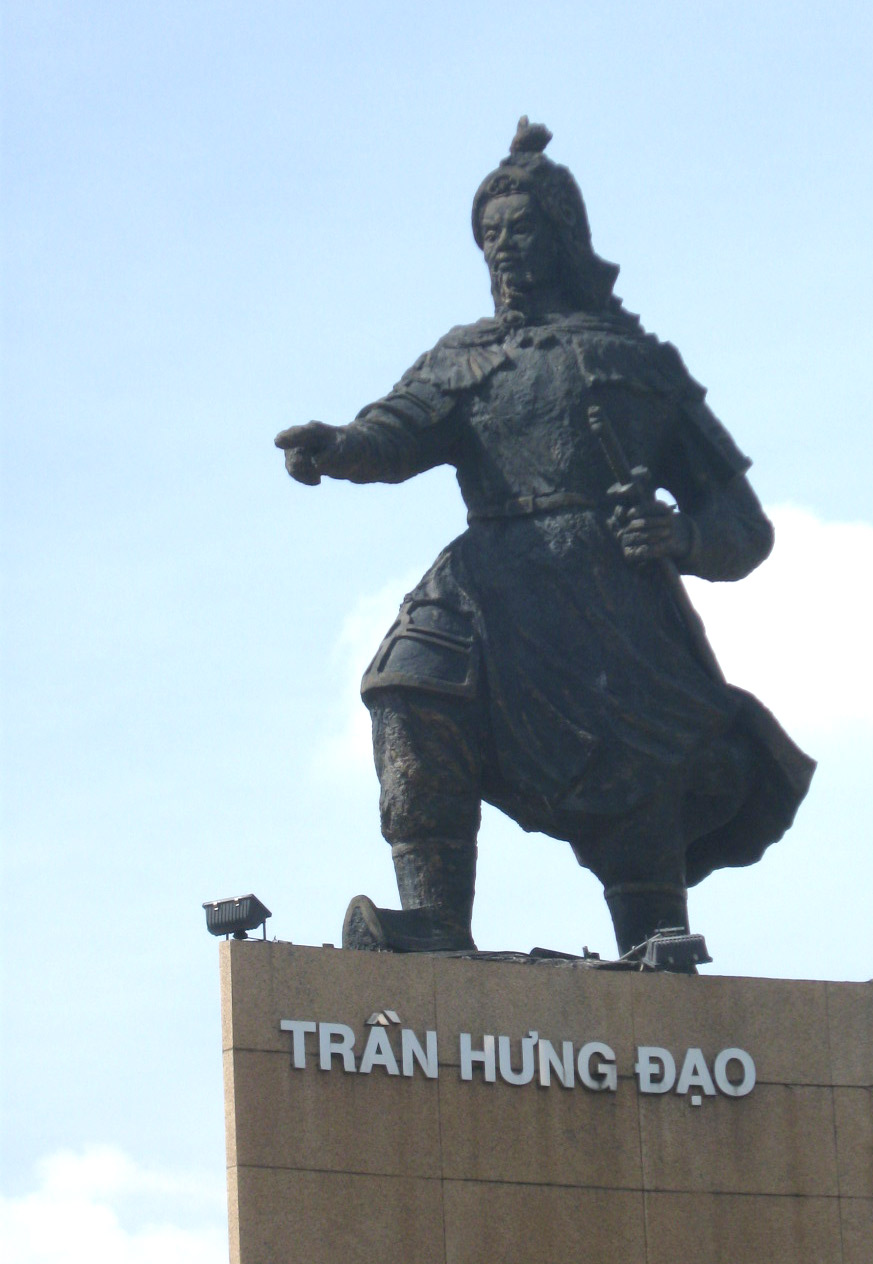
تران هونج داوو

تران هونج داوو (Trần Hưng Đạo) (ولد عام 1228م وتوفي عام 1300م) هو القائد الأعلى لداي فيت (Đại Việt) خلال عهد أسرة التران (Trần Dynasty). حمل اسم الأمير تران كوك توان (Trần Quốc Tuấn) عند ميلاده (陳國峻)، وقاد جيوش داي فيت التي ثارت ضد أكبر غزوين مغوليّيْن في القرن الثالث عشر. وتُعد انتصاراته العديدة التي انتصر فيها على أسرة يوان المغولية الجبارّة تحت لواءقوبلاي خان (Kublai Khan) من أعظم الأعمال العسكرية الفازة في تاريخ العالم. وقد انعكست شجاعة وذكاء القائد تران هونج داوو في العديد من معاهدات الحرب التي استهلها. ويُعد تران هونج داوو أحد البارعين في التخطيط العسكري في التاريخ.

## وصلات خارجية
- تران هونج داوو على موقع الموسوعة البريطانية (الإنجليزية)
- TRAN HUNG DAO (1213-1300)
- Statue of Trần Hưng Đạo, Vietnamese Hero, 19th-20th. C.
- (بالفرنسية) Le Vietnam et la stratégie du faible au fort
- Call of Soldiers Translated and adapted by George F. Schultz